# Jean-François-Théodore Gechter
Pour les articles homonymes, voir Jean-François Théodore et Gechter.
Jean-François-Théodore Gechter est un sculpteur français né à Paris le 15 décembre 1795 et mort dans la même ville le 11 décembre 1844.

## Biographie

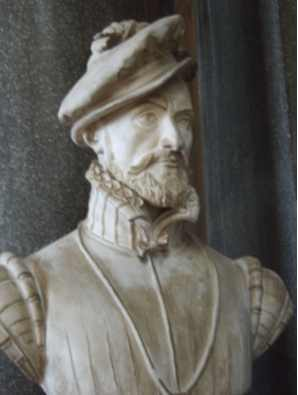
Jacques d'Albon, seigneur de Saint-André, galerie des batailles du château de Versailles.

Jean-François-Théodore Gechter est le fils de Mathieu Gechter et de Marie Salomé Meyer. Sa mère appartient à une famille de pasteurs alsaciens. Son père est tour à tour garde suisse, employé de banque et agent de change avant de s'installer parfumeur et marchand de mode à Dresde.
Jean-François-Théodore Gechter est l'élève du sculpteur François Joseph Bosio et du peintre Antoine-Jean Gros à l'École des beaux-arts de Paris. Il opte finalement pour la sculpture.
Il expose au Salon de 1824 à 1840. Son Combat de Charles Martel, une commande du ministère du Commerce, y est présenté en 1833 et en 1834 il reçoit une médaille pour sa Bataille d'Aboukir. Il se spécialise dans les petites sculptures en bronze présentant des personnages aux costumes élaborés en pleine action.
Cependant, entre 1833 et 1836, il sculpte le grand bas-relief de La Bataille d'Austerlitz en haut du pilier ouest de l'arc de triomphe de l'Étoile. Ce travail a raison de sa santé mais lui vaut la Légion d'honneur en 1837. Il participe encore aux sculptures de la place de la Concorde et de l'église de la Madeleine.
À partir de 1841, il se consacre à l'édition de ses petits bronzes représentant des sujets historiques ou animaliers. Il installe son atelier de fondeur au 63 quai de Valmy et organise leur vente en les déposant dans des galeries de Paris, Londres, Berlin ou Dresde.
Il meurt probablement de la tuberculose en 1844, sans laisser de fortune. Le contenu de son atelier est vendu l'année suivante.

## Œuvres

### Œuvres dans les collections publiques
- Chinon, château de Chinon : Statue de Jeanne d'Arc.
- Givet, Monument à Méhul, 1842, buste en marbre, œuvre détruite, remplacé en 1892 par une statue en bronze d'Aristide Croisy, volée par l'occupant allemand en 1917[8].
- Montargis, musée Girodet : François Ier à la chasse, 1843.
- Orléans, musée des Beaux-Arts : Sainte Madeleine pénitente, attribution, terre-cuite.
- Paris :
  - arc de triomphe de l'Étoile, pilier ouest : La Bataille d'Austerlitz, 1833-1836, bas-relief en pierre.
  - fontaine du Fellah, copie réalisée en 1830 de la statue de Beauvalet, située au no 42 de la rue de Sèvres. Une réplique de la statue à l'échelle 1:1 est visible dans la cour de l'immeuble du 18 bis, rue Henri-Barbusse, où Jean-François Gechter avait son atelier.
  - église de la Madeleine :
    - Saint Jean, 1840, statue en marbre ;
    - Saint Jean Chrysostome ;
    - Marie-Madeleine au désert.

  - musée de la Vie romantique :
    - La Mort d'Harold, 1842, bronze ;
    - Sainte Cécile, patronne des musiciens, vers 1840, bronze, don en 2012.

  - place de la Concorde : Fontaine Rhin-Rhône, 1835-1840.
  - musée du Louvre : Combat de Charles Martel et d'Abderame, Roi des Sarrasins, 1833, fonte par Honoré Gonon[9].
- Versailles, château de Versailles :
  - Louis-Philippe Ier, 1839, statue en marbre ;
  - Jacques d'Albon, seigneur de Saint-André, buste en marbre, galerie des batailles.

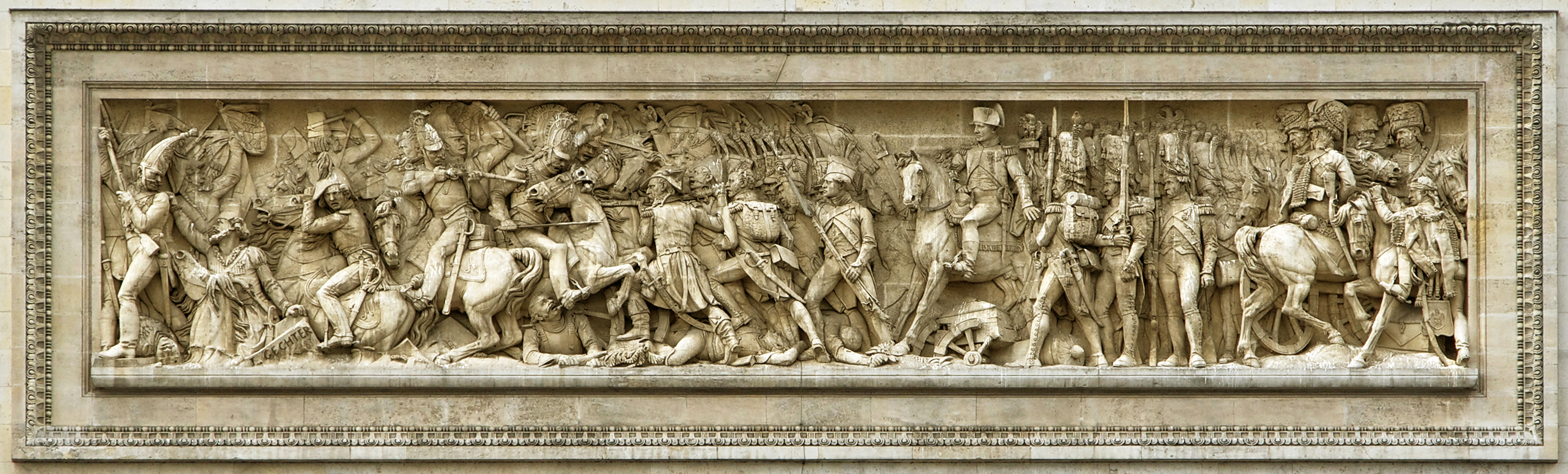
La Bataille d'Austerlitz (1833-1836), bas-relief, Paris, arc de triomphe de l'Étoile, pilier ouest.

### Œuvres non localisées
- La Mort de Tancrède, 1837.
- Richard de Warwick combattant, 1844.
- Combat de Charles Martel et d'Abderame, Roi des Sarrasins, 1849, terminée par Nicolas-Germain Charpentier.
- L'Amazone blessée, 1840, bronze.
- L'Ange, 1843, bronze, 26 cm.
- Louis-Philippe Ier, 1840-1848, bronze à patine brune, 41 × 24 × 21 cm.
- L'Engagement, 1839.
- Quentin Durward sauvant Louis IX, bronze.
- La Mort de Charles le Téméraire, bronze.